# Ridouane Chahid
Pour les articles homonymes, voir Chahid (homonymie).
Ridouane Chahid, né le 12 août 1977 à Uccle est un homme politique belge bruxellois, membre du Parti socialiste (PS).
Il est échevin à Evere depuis 2012 et député bruxellois depuis 2014. Il est membre de la commission Finances et Affaires générales ainsi que de la commission du Développement territorial.
Il a été conseiller mobilité, environnement et énergie au cabinet de Laurette Onkelinx et vice-président de la STIB pendant plusieurs années. Il a ensuite été directeur de cabinet adjoint auprès de Rudi Vervoort.
En 2018, il réalise le deuxième score en termes de voix personnelles à Evere et est reconduit en tant qu'échevin. Fin janvier 2020, il devient bourgmestre faisant fonction de la commune d'Evere. Il est chargé des affaires générales, de l'urbanisme, de la jeunesse et des sports.
En 2019, il est réélu au parlement bruxellois où il devient chef du groupe PS.

## Fonctions politiques
- Membre du parlement de la Région de Bruxelles-Capitale depuis le 17 juin 2014
- Échevin et bourgmestre faisant fonction d'Evere.

## Décoration
- Chevalier de l'ordre de Léopold (2024)[4].